# Mdina
Mdina (de Stad, ook wel L-Imdina of Città Notabile genoemd) is de voormalige hoofdstad van Malta. De stad heeft de status van zelfstandige gemeente. Mdina ligt in het centrum van het eiland en telt zo'n 400 inwoners. In het stadje, dat geheel ommuurd is, staan vooral gebouwen uit de Middeleeuwen en de barok. Mdina is gelegen op een plateau met een hoogte van ongeveer 225 meter, waardoor men vanuit de stad een groot deel van Centraal- en Noord-Malta kan overzien. Mdina grenst aan de stad Rabat (de voorstad).

## Geschiedenis
Er zijn tekenen van bewoning gevonden die erop duiden dat de plek van het huidige Mdina al rond 4000 voor Christus bewoond was. Mdina werd versterkt door de Feniciërs, die hun nederzetting op deze plek Malet noemden. De Romeinen bouwden er rond 200 v.Chr. hun hoofdstad en noemden deze Melita, een naam waarmee tevens het hele eiland werd aangeduid. De stad werd de belangrijkste van het eiland. Onder meer Publius heeft er geresideerd.
Mdina kreeg zijn huidige naam van de Arabieren, die het eiland Malta in de negende eeuw innamen. Vanaf de dertiende eeuw werd Mdina de zetel van de universitá, een groep van Maltese edelen die het eiland bestuurde. Toen Malta in handen kwam van de Johannieters (ook wel Maltezer Orde), stichtten zij in 1566 Valletta, dat in 1571 tot hoofdstad van de Maltezer eilanden werd uitgeroepen en de rol van Mdina als belangrijkste stad van het eiland overnam, hoewel de universitá bleef bestaan.
In 1693 werd Mdina getroffen door een zware aardbeving, die verschillende gebouwen verwoestte, waaronder de kathedraal, gewijd aan de bekering van Sint Paulus. Deze werd herbouwd in barokstijl. Grootmeester Manoel de Vilhena liet tussen 1722 en 1736 de stad restaureren en verving een aantal middeleeuwse gebouwen door barokke paleizen. Ook werd er een nieuwe stadspoort gebouwd (1724). In september 1798, toen Malta bezet was door de Franse troepen van Napoleon, begon in Mdina de opstand tegen de Fransen. De Britten, die heersten over Malta van 1800 tot 1964, maakten Valletta tot het enige bestuurlijke en administratieve centrum van de eilanden Malta en Gozo, waardoor de betekenis van Mdina nog verder afnam. Mdina vormt een van de belangrijkste toeristische trekpleisters op Malta. Verder is het de zetel van de Maltese aartsbisschop.

## Stadsbeeld en bezienswaardigheden
Mdina heeft veel huizen en paleizen uit de middeleeuwen en de barok, waarvan de belangrijkste aan de hoofdstraat, de Triq Villegaignon, liggen. St. Paul's Cathedral, de kathedraal gewijd aan Paulus, de patroonheilige van Malta, werd tussen 1697 en 1702 gebouwd in barokstijl naar een ontwerp van Lorenzo Gafà. De kerk heeft een gevel met twee klokkentorens, en het gebouw wordt bekroond door een koepel. De kathedraal bevat enkele kunstwerken van Mattia Preti. Het kathedraalmuseum op het Aartsbisschopplein werd gebouwd in 1744 als bisschoppelijk seminarie en behield deze functie tot begin 1900. Hierna had het verschillende functies en waren verschillende instanties er gevestigd. Op 5 januari 1969 werd het geopend als museum. Het herbergt de kerkschatten van de kathedraal alsmede een collectie houtsnedes van Albrecht Dürer, archeologische vondsten en belangrijke archieven. De grootste collectie is een nalatenschap van graaf Saverio Marchesse (1757 - 1833). Op het plein voor de kerk staat een typische rode Engelse telefooncel, een erfenis uit de periode van Engelse overheersing.
Verder is Mdina bekend om de vele deurkloppers in allerlei vormen, waarvan in souvenirwinkels koperen modellen verkocht worden.

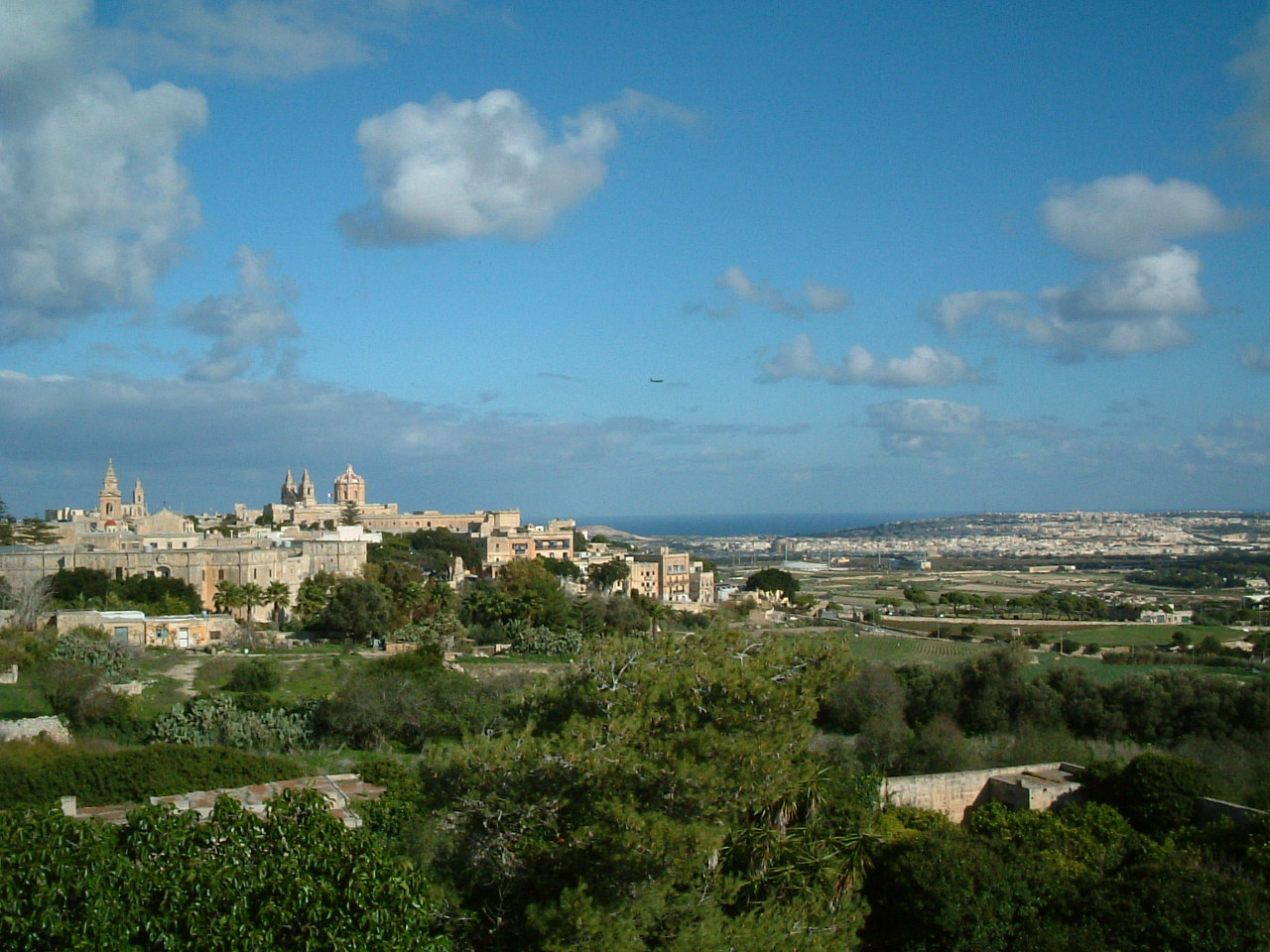
Uitzicht op Mdina
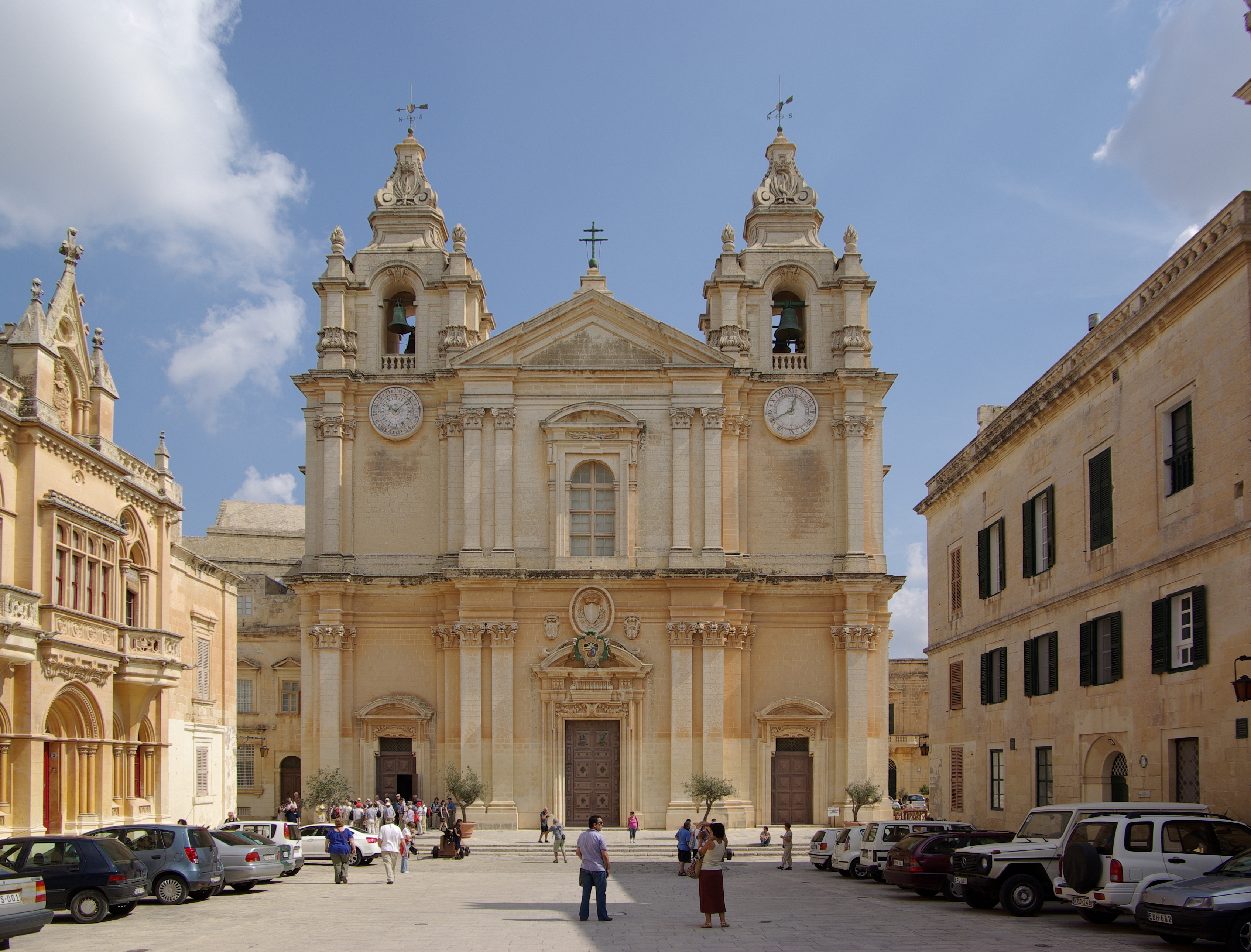
Kathedraal van Mdina
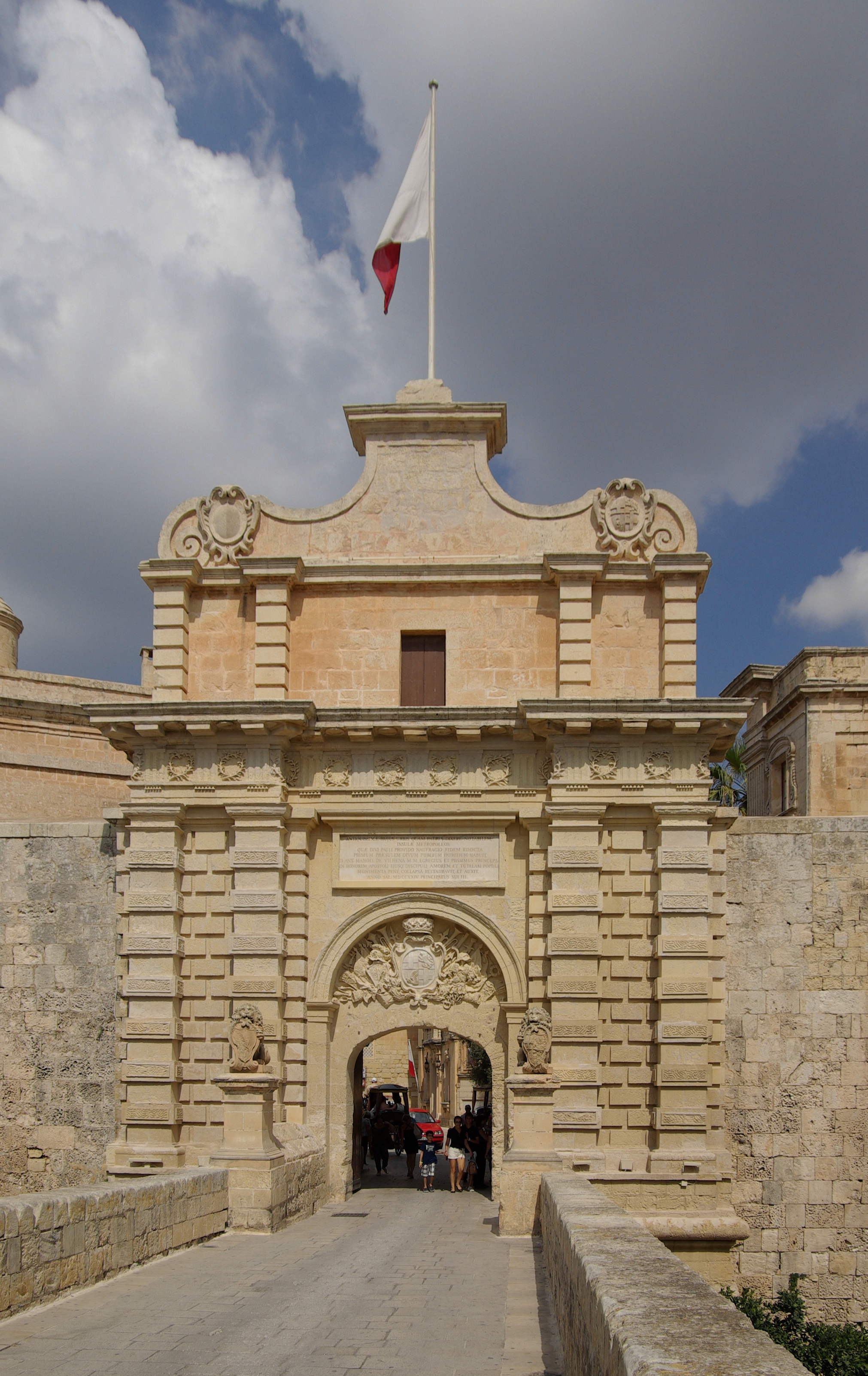
Stadspoort Mdina 1724